# Марцел Гецов
Марцел Гецов (чеськ. Marcel Gecov, нар. 1 січня 1988, Прага) — чеський футболіст, що грав на позиції півзахисника.
Виступав, зокрема, за клуб «Славія», а також національну збірну Чехії.

## Клубна кар'єра
Народився 1 січня 1988 року в місті Прага. Вихованець футбольної школи клубу «Славія». Дорослу футбольну кар'єру розпочав 2005 року в основній команді того ж клубу. 
Згодом з 2007 по 2015 рік грав у складі команд «Кладно», «Слован», «Фулгем», «Гент», «Славія» та «Рапід» (Бухарест).
Завершив ігрову кар'єру у команді «Шльонськ», за яку виступав протягом 2015—2016 років.

## Виступи за збірні
У 2005 році дебютував у складі юнацької збірної Чехії (U-17), загалом на юнацькому рівні взяв участь у 37 іграх.
Протягом 2007–2011 років залучався до складу молодіжної збірної Чехії. На молодіжному рівні зіграв у 18 офіційних матчах, забив 1 гол.
У 2011 році дебютував в офіційних матчах у складі національної збірної Чехії.
Загалом протягом кар'єри в національній команді, яка тривала 1 рік, провів у її формі 1 матч.

## Титули і досягнення
- Символічна збірна Молодіжного чемпіонату Європи з футболу 2011